# Фронт визволення Азорських островів
Фронт визволення Азорських островів (порт. A Frente de Libertação dos Açores (FLA)) — португальська права терористична антикомуністична сепаратистська підпільна воєнізована організація середини 1970-х років на Азорських островах. Створена Жозе де Алмейдою  ([José de Almeida] Помилка: {{Lang}}: текст вже має курсивний шрифт (допомога)) в Лондоні 8 квітня 1975 року в період Революції гвоздик для боротьби за надання незалежності Азорських островів і їх виходу зі складу Португалії.
Жозе де Алмейда продовжував очолювати рух до своєї смерті в грудні 2012 року.
Дана організація мала аналог на території Португалії - ультраправий Фронт звільнення Архіпелагу Мадейра.
У політичній боротьбі за вихід зі складу Португалії застосовувала насильницькі методи.

## Історія
До створення Фронту його лідер був депутатом Національної Асамблеї від Народної національної дії (Acção Nacional Popular) — єдиної політичної сили при Новій державі (нова назва Національної спілки з 1970 року).
Попередником Фронту був Рух за Самовизначення Азорського Народу (Movimento para a Autodeterminação do Povo Açoriano (MAPA)) — перша крайня права організація сепаратистів на Азорських островах, створена на острові Сан-Мігеля відразу ж після подій 25 квітня 1974 року.
Спочатку політичні цілі руху виражалися терміном "самовизначення", що після виходу третього маніфесту в серпні 1975 року змінилося боротьбою за автономію. Насправді організація дотримувалася антидемократичних принципів політики Салазара і Каетану, виступаючи за однопартійну політичну систему.
Ліві партії протистояли руху до 1975 року, коли після нападу на його штаб-квартиру організація припинила свою діяльність.
З того часу завдання Руху за самовизначення архіпелагу став виконувати сепаратистський терористичний Фронт визволення Азорських островів.
Проте, даний рух відновив свою активність в січні 1976 року в вигляді Демократичного Союзу Атлантики (União Democrática do Atlântico), який в 1979 році був зареєстрований як Демократична Партія Атлантики (Partido Democrático do Atlântico).
Фронт визволення Азорських островів вимагав скасування демократії і відновлення режиму диктатури.

## Підтримка
На початку своєї активності ФВАО використовував тактику залякування конфронтуючих йому політичних сил, особливо вкрай лівих. Рух знайшов велику підтримку олігархії найбільшого острова архіпелагу Сан-Мігеля, головним чином землевласників, стурбованих націоналізацією, яку активно проводили комуністи після 25 квітня 1974 року. Ця соціальна група відігравала велику роль в житті острова, економіка якого традиційно залежала від сільського господарства.
Крім цього політику Фронту підтримували емігранти Азор, які проживали в США, чисельність яких (1 млн. осіб) у 4 рази перевищувала населення архіпелагу. Жозе де Алмейда кілька разів безуспішно намагався увійти в контакт з Державним департаментом США, який відхиляв такі ініціативи, особливо після стабілізації політичної обстановки в Португалії.
З економічної точки зору прихильники відділення архіпелагу від Португалії розраховували використовувати в новоствореній державі надходження від оренди військової бази Лажеш на острові Терсейра. Крім того, з огляду на можливу ізоляцію Португалією, сепаратисти планували використовувати геотермальну енергетику для незалежного енергопостачання.

## Геополітика
Надання незалежності Азорам суперечило державним інтересам Португалії. Створення нових держав на архіпелагах Азор і Мадейри послабило б присутність Португалії в Атлантиці і позбавило б країну американського покровительства.
В умовах холодної війни США не могли допустити приходу до влади комуністів, тому що втратили б важливу стратегічну військову базу в Лажеш. Західні держави перешкоджали посиленню впливу СРСР в даному регіоні.
Тому питання про Азорську незалежність обговорювалося президентом США Дж. Фордом, секретарем Генеральним ЦК КПРС Л. І. Брежнєвим і канцлером ФРН Г. Шмідтом, які досягли угоди по даній темі на переговорах ОСВ-2 .

## Хронологія активності в 1975 році
- 6 червня 1975 року - найбільш гучна акція ФВАО: захоплення радіотелевізійної станції, пошти і блокування злітних смуг аеропорту. В результаті масової маніфестації в Понта-Делгаді на острові Сан-Мігеля 6 червня 1975 року Фронт досяг великої політичної перемоги - відставки цивільного губернатора Антоніо Боржеша Коутіньо.
- 12 серпня 1975 року підпільний уряд Азорських островів запевнив, що вдасться до насильства для досягнення своїх цілей [створенню незалежної держави][2].
- 19 серпня 1975 року зруйновані штаб-квартира комуністичної партії в Понта-Делгаді, штаб-квартири комуністів і політичного альянсу Португальського Демократичного Руху / Демократичної Виборчої Комісії (Movimento Democrático Português / Comissão Democrática Eleitoral (MDP / CDE)) в Ангра-ду-Ероіжму, а також робочі центри комуністів в інших населених пунктах. ФВА домігся вигнання найбільш активних комуністів і їх союзників з архіпелагу на континент [2].
- У серпні 1975 року створюється озброєний підрозділ ФВАО - Армія визволення Азорських островів. ФВАО приймає рішення про короткостроковий відхід від боротьби за незалежність, якщо в Португалії запанує лінія «Групи дев'яти» .
- 10 жовтня 1975 року ФВАО надіслав звернення до ООН зі скаргою на відсутність демократії і небезпеки червоної загрози на архіпелазі.
- У жовтні 1975 року в Ангра-ду-Ероіжму радіостанція «Голос вільних Азор» вперше транслювала тези програми ФВАО про незалежність Азорських островів і кінець колоніального панування. Тоді ж для відсічі ФВАО почали створюватися «Ескадрони Ночі». Фронт налагодив контакти з сепаратистськими рухами: на Мадейрі - з Фоам, на Канарах - з Рухом за самовизначення і незалежність Канарського архіпелагу.

ФВАО спробував ввести на архіпелазі свою грошову одиницю. 1 асор, випущений Банком острова Сан-Мігеля, прирівнювався до 25 португальського ешкуду. Уряд Португалії вилучив банкноти з обігу.
Фронт видавав газету «Коршун».

## Сучасність
Фронт знову проявив свою активність про надання Азорським островам незалежності в 2009 році.
До теперішнього часу ФВАО змінив тактику - відмовився від насильницьких методів боротьби, віддавши перевагу політичному діалогу.
Проте, історичний лідер Фронту продовжував називати португальців нацією колонізаторів, протиставляючи її азорському народу .
У 1975 році комуністи називали членів ФВАО фашистами. Після акцій тиску і залякування політиків лівих партій (вибухи бомб, підпали автомобілів, погроми на квартирах) більшість активних противників Фронту вдалося видворити на континент. У 2009 році Жозе де Алмейда в інтерв'ю інформаційному агентству «Луза» (Луса) заявив: «Ні, не ідеологія нас мобілізувала, ми ніколи не піддалися цій спокусі» .
ФВАО виступає від імені всього населення архіпелагу. Однак політичні опоненти Фронту вважають, що сепаратисти мають вагу тільки на острові Сан-Мігеля. Жозе де Алмейда в інтерв'ю агентству «Луза» стверджував, що рух за незалежність Азорських островів «поширювалося на весь регіон, не обмежуючись тільки островом Сан-Мігеля» .
Прихильники незалежності вважають, що деякі статті Конституції Португалії 1976 року суперечать інтересам жителів островів. Найбільш вагомими аргументами є: заборона регіональних політичних партій на архіпелазі, проведення референдумів і призначення представника республіки в автономний регіон, який замінив існуючу раніше посаду міністра або губернатора.
У прихильників єдиної Португалії є вагомі контраргументи. Коли в епоху великих географічних відкриттів Азорські острови вдруге були виявлені португальцями, архіпелаг не був заселений. Першими його колоністами стали португальці. Немає національності "азорец", немає азорської мови. Острови населені португальцями, які розмовляють португальською мовою. Жителі архіпелагу є громадянами Португалії. Все це суперечить одному з гасел сепаратистів: «Азори - азорцям! Португалію - португальцям»
Після смерті історичного лідера ФВАО Жозе де Алмейди 1 грудня 2014 року  його прихильники заявили, що боротьба за незалежність Азорських островів не припиниться, підкреслюючи, що «ми всі португальці».